# Fontenoy (Aisne)
Fontenoy è un comune francese di 516 abitanti situato nel dipartimento dell'Aisne della regione dell'Alta Francia.

## Società

### Evoluzione demografica
Abitanti censiti

## Storia

### La prima guerra mondiale
Nel febbraio 1915, dopo i combattimenti di Crouy, il 60º reggimento di fanteria era stanziato a Fontenoy. Il soldato Lucien Bersot rifiutò l'ordine d'indossare un pantalone sporco di escrementi e di sangue, preso a un cadavere. Il colonnello Auroux convocò un consiglio di guerra, da lui presieduto. Egli fece condannare a morte Bersot per «rifiuto d'obbedienza di fronte al nemico» e 6 anni di lavori forzati i 2 soldati che tentarono d'intercedere per lui, Cottet-Dumoulin e Moline, per « ribellione ». Moline morì al bagno penale. La Corte di cassazione francese, con il suo decreto del 12 luglio 1922, riabilitò i 3 condannati. Questo episodio della prima guerra mondiale fu oggetto d'un telefilm Le Pantalon.
Il 31 maggio 1918, nella seconda battaglia della Marna, il 30º corpo d'armata francese fu respinto entro il comune.
Il 18 luglio 1918, durante la battaglia di Soissons la linea del fronte si stabilì nel comune, e fu tenuta dalla 162ª divisione francese di fanteria.